# سان جون (نیومکزیکو)
سان جون (به انگلیسی: San Jon) یک روستا (ایالات متحده آمریکا) در ایالات متحده آمریکا است که در شهرستان کوئی، نیومکزیکو واقع شده‌است.
 سان جون ۷٫۵۸ کیلومتر مربع مساحت و ۲۱۶ نفر جمعیت دارد و ۱٬۲۲۹ متر بالاتر از سطح دریا واقع شده‌است.